# 梅蒂亞轉生物語
《梅蒂亞轉生物語》是日本作家友麻碧撰寫，擔綱封面插畫的輕小說系列。2019年10月起經KADOKAWA出版書籍，繁體中文版由台灣角川代理。改編漫畫自2020年1月18日起於史克威爾艾尼克斯旗下《月刊GFantasy》2020年2月號連載，由夏西七作畫，同年8月發行漫畫第一卷。
本系列作的前身為作者曾在網路連載的舊作《俺たちの魔王はこれからだ。》，本作同時是友麻碧繼《淺草鬼妻日記》後，第二部以《俺たちの魔王はこれからだ。》為創作藍本改編撰寫的輕小說，故事講述名為「梅蒂亞」的異世界裡的三名頂尖魔法師「黑之魔王」、「白之贤者」、「红之魔女」，三者在生前和轉生後與眾多人士交織的經歷。
2023年5月，友麻碧在接受媒體訪談的過程中，正式將本作歸納為以「友麻碧」名義出道第二季時期的首作，同樣歸屬出道第二季時期的作品尚有《水無月家的婚約》（日语：水無月家の許嫁）與較晚發行的《瑕疵新娘》（日语：傷モノの花嫁，另譯「傷物的新娘」、「失貞的新娘」）。

## 故事概要

### 設定
本作的世界觀是近現代社會的地球和名為「梅蒂亞」的異世界並存的世界，這兩個世界的居民在過世時，有機會交互轉生至另一個世界。「梅蒂亞」是以現實世界歐洲為藍本設計的劍與魔法的異世界，該世界由世界樹和十名創世神創造而成，存在著魔法和地球難以見及的珍奇生物，社會仍存在著貴族和奴隸制度。這個世界的人們和生物均有各自的魔法屬性（已知有風、地、水、冰、火、草、音等），每一種屬性均有各自的優點與運用方式，但同時也會為該屬性的當事者帶來部分負面影響。

### 劇情
故事開始五百年前的「梅蒂亞」世界，存在三位伟大的魔法师。分別是「黑之魔王」、「白之贤者」、「红之魔女」瑪琪莉耶，三者互争高下的同时，引发了牵连該世界的战争「魔法大战」，身為「白之贤者」徒弟的「托涅利寇的勇者」偕同四名夥伴依序討伐「白之贤者」與「黑之魔王」，「托涅利寇的勇者」對抗「红之魔女」瑪琪莉耶時，後者自盡引發的爆炸將「托涅利寇的勇者」捲入其中同歸於盡，該世界也因為「托涅利寇的勇者」犧牲恢復和平。然而眾人並不知曉，「红之魔女」瑪琪莉耶與「黑之魔王」之間曾存在著一段沒有結果的愛情。
「红之魔女」瑪琪莉耶和「黑之魔王」分別轉生為日本的少女小田一華與少年齋藤徹，兩者成為青梅竹馬和同校同學，一華在高中三年級時本有意向齋藤徹表白心跡，但由於同級生田中愛理準備向齋藤徹告白心生猶豫，未幾三者均被一名金髮刺客加以滅口。一華臨終前聽見金髮刺客道出她是瑪琪莉耶的轉世，抱憾死去前許下「希望和某人相遇」的強烈心念，轉生為瑪琪莉耶在「梅蒂亞」世界的後裔瑪琪雅·歐蒂利爾，在11歲生日與身為「黑之魔王」（齋藤徹）轉生的奴隸少年托爾相遇，獲得雙親允許收留托爾生活一段時期。托爾在「救世主」降臨的流星雨中成為「守護者」，以此契機與瑪琪雅分別，瑪琪雅則為了追尋托爾開始在進入盧內•路斯奇亞魔法學校求學，由此展開足以撼動「梅蒂亞」世界的探索旅程。

## 登場人物

### 主角
瑪琪雅·歐蒂利爾/ 小田一華 / 瑪琪莉耶  聲演：鬼頭明里（第二卷發售紀念PV短片）
本作的主角。路斯奇亞王國，歐蒂利爾男爵家的獨生女，小田一華和「紅之魔女」瑪琪莉耶的轉世，故事開始時11歲。個性活潑，熱衷研究魔法特技，喜愛甜食。特殊天賦為【賦予命運之名】，是【火】之驕女，擁有熱體質，因此擅長火屬性魔法和熱魔法，以及水性極弱，也能施展【草】屬性、【風】屬性和影響物理精神的魔法。
過去在瑪琪莉耶的前世時期被「梅蒂亞」世界居民評為「最十惡不赦的魔女」，與「托涅利寇的勇者」同歸於盡，轉生為日本的少女小田一華，在一華該世時和「黑之魔王」轉生的齋藤徹成為青梅竹馬且萌生好感，但由於同級生田中愛理表明喜歡齋藤徹而對準備告白一事退卻，等她鼓起勇氣跑向學校頂樓時只見齋藤徹和田中愛理遇害身亡，自己也被殺害兩者的刺客持刀刺中身軀致死，轉生為瑪琪雅。以托爾成為「守護者」為機緣，成為盧內•路斯奇亞魔法學校的學生。在入學首堂精靈魔法課召喚出的首批使魔為曾效命「紅之魔女」的『原名精靈』侏儒仓鼠，白毛者為【水】屬性倉鼠波波罗亚库塔司，黃毛者為【火】屬性咚塔那提斯。
托爾·比格列茲 / 齋藤徹 /「黑之魔王」聲演：內田雄馬（第二卷發售紀念PV短片）
本作的男主角。是齋藤徹和「黑之魔王」的轉世，故事開始時12歲。個性冷靜但不失對他人的關切，擁有魔法和劍術的才華，能使用【風】和【冰】的魔法。
過去在「黑之魔王」前世時期奴役雪國的獸群和率领魔物自成一国，但被「托涅利寇的勇者」討伐陣亡，轉生為日本少年齋藤徹的時期和瑪琪莉耶的轉生小田一華為青梅竹馬，在同級生田中愛理向他表白當日遇刺身亡，轉世為托爾出身在福萊吉爾皇國，被雙親賣至路斯奇亞王國，在瑪琪雅11歲生日時在黑市發現，並買回家中解除其奴隸的身份，後來在「救世主」降臨的流星雨中成為「守護者」，被公爵家比格列茲家收養成為養子。

### 現代日本
田中愛理
瑪琪雅和托爾在前生小田一華與齋藤徹時期，同班的女高中生。喜歡創作和幻想類型的故事，但同時持續模仿著一華的相關嗜好細節。對齋藤徹心懷好感，卻在準備向齋藤徹告白當天，連同一華與齋藤徹死於刺客之手。

### 欧蒂利尔家相關
卡梅莉亚•欧蒂利尔
瑪琪雅的祖母，前任歐蒂利爾家當家之妻。與瑪琪雅的祖父在魔法學校求學時期相識，任職王族内的家庭教师後與瑪琪雅的祖父結婚。親自為瑪琪雅命名和給予魔法的啟示。
艾略特•欧蒂利尔
瑪琪雅的父親，歐蒂利爾男爵家主兼魔法師。平常個性可親，寵愛女兒，一旦瑪琪雅陷入危險狀態會變得判若兩者，使魔為烏鴉「佛萊迪」。在瑪琪雅11歲生日時帶著她外出，促成瑪琪雅和艾略特相遇。在托爾住進欧蒂利尔家期間指導他學習魔法。原有意讓托爾成為婿養子，但由於托爾被德尔赫古收養未能如願。
茱莉亞•欧蒂利尔/茱莉亞•梅迪特
瑪琪雅的母親，歐蒂利爾男爵家主之妻兼魔女。出身魔法知名族系梅迪特一族，為乌尔巴奴斯的姊姊，兄長為梅迪特一族的現任當家。擁有妖艷動人的美貌，能夠過言談舉止魅惑他人，擅長和熱衷烹飪。疼愛女兒之餘仍會適時提醒應該留意的原則，與丈夫艾略特相當恩愛。使魔為蛇。在托爾住進欧蒂利尔家期間指導他學習禮儀。

### 比格列茲家相關
德尔赫古·比格列茲
比格列茲公爵家的家主，丝米尔妲的父親。人品不俗，與艾略特是多年至交。對女兒學習不上心傷透腦筋。在瑪琪雅14歲（托爾15歲）時「救世主」降臨的流星雨夜後，成為托爾的養父。
丝米尔妲·比格列茲
比格列茲公爵家的千金，德尔赫古的女兒，瑪琪雅的兒時玩伴。自幼受到寵溺導致個性驕縱，瞧不起地位不高的人士，熱衷時尚，實則害怕寂寞。由於曾經試圖用金錢與權勢搶走托爾，被瑪琪雅施展連續惡夢的魔法懲戒。「救世主」降臨的流星雨夜後，成為托爾的義妹。

### 卢内•路斯奇亚王立魔法学校

#### 學生相關
勒碧絲・特瓦伊萊特
瑪琪雅率領的石榴石第九小組組員兼宿舍室友，她同時是瑪琪雅在校內認識的第一個朋友。個性內向，體質偏弱。出生在特瓦伊萊特隱世鄉里，是「黑之魔王」的後裔特瓦伊萊特族長的女兒，擅長空間魔法和煉金術，使魔為【暗】屬性的夜貓「諾亞」。右手跟右腳都是魔導義肢。帶著教授托爾「黑之魔王」魔法的任務，並因此以留學生的身份進入盧內•路斯奇亞魔法學校。與瑪琪雅初相遇便交流甚歡，獲得瑪琪雅製作的鹽蘋果汁液緩解魔力阻塞造成的不適。
尼洛·帕海貝爾
瑪琪雅率領的石榴石第九小組組員。個性內斂，平常習慣佩戴能掌握魔力流向軌跡的隱形眼鏡掩飾天生醒目的瞳色，其製造魔法製品的工藝技術被瑪琪雅讚譽為「超越時代的技術」，使魔為【音】屬性雌鷹「芙嘉」。在瑪琪雅入學該屆學年以榜首成績獲得盧內•路斯奇亞魔法學校錄取。原艾爾美迪斯帝國的王子，卡農的義弟，因為政變等原因逃亡到福萊吉爾皇國。帶著讓瑪琪雅和弗雷相識的任務，並為此進入盧內•路斯奇亞魔法學校。在一年級入學典禮作為新生代表致词，在校內工作室獲得瑪琪雅邀請加入小組。
弗雷·勒維
瑪琪雅率領的石榴石第九小組組員。路斯奇亞王國的第五王子，尤里的弟弟。個性輕浮，喜歡年上系女子，在校內多有感情糾紛。是【地】之驕子，擁有受大地眷顧的特殊體質，能夠走上垂直的牆壁，也因此不擅長浮空魔法。原本該是卢内•路斯奇亚王立魔法学校的二年級生，但認為畢業仍無大好前途選擇留級，成為瑪琪雅的宿舍室友。
娜吉•梅迪特
瑪琪雅的表姊妹兼所屬宿舍長，梅迪特一族现任当家的女儿。
贝亚特丽切•阿斯塔
魔法师名门的千金，家族以多名王宮魔法師聞名，為時任王宫魔法院的院长奥雷利欧•阿斯塔的孫女。個性高傲，使魔為【草】屬性的高階精靈绿银独角兽。在瑪琪雅入學的第一學期寻找出身自名门的优秀学生当组员，初次和瑪琪雅、勒碧絲會面便結下樑子，曾邀請尼洛加入小組遭拒。

#### 教職相關
乌尔巴奴斯•梅迪特
瑪琪雅的舅父，茱莉亞的弟弟。任教于卢内•路斯奇亚王立魔法学校的魔法药学专家。單身，登場年齡28歲（瑪琪雅15歲時）。容貌和姊姊相仿，溺愛瑪琪雅。
法兰雀斯卡•莱拉
卢内•路斯奇亚王立魔法学校的魔法体育课女教師，個性熱血嚴格的斯巴達教育主義者，用字遣词粗犷豪迈。過去曾任王宫魔法兵，教學風格注重纪律与辈分。
玛丽•埃利希
卢内•路斯奇亚王立魔法学校的魔法世界史女教師，教学风格属于严格的正统派，對於擔任王宫魔法师的丈夫抱有諸多不滿，教學方向和玛丽存在分歧。
尤里·尤利西斯·勒·路斯奇亞
卢内•路斯奇亚王立魔法学校的精灵魔法学教師，路斯奇亞王国的二王子兼該國家的首席精灵魔法师，同時是弗雷的二哥。因為其外型氣度與溫柔性格受學生歡迎，平等對待每種精靈。能使用【水】屬性魔法，使魔為擁有【风】与【暗】屬性、曾效忠「白之賢者」的貓頭鷹大精靈『原名精灵』幻特罗姆。年仅五岁时便能同时召唤出三只大精灵。在瑪琪雅該屆學年的首堂課程便察覺她繼承「紅之魔女」的天賦，課後給予瑪琪雅有關精靈相關的知識與啟示。後續劇情揭露為「白之賢者」的轉世。
潘•法乌奴斯
【風】屬性的山羊大精灵，為創校者「白之贤者」的曾任眷屬。被學生稱作「潘校長」。

### 其他角色
萊歐涅爾·法布雷
吉爾伯特·迪克·羅伊·路斯奇亞
尤金·巴契斯特
耶斯嘉
維貝盧教國的主教，「聖灰大主教」的轉世。與超過100名精靈訂立契約，並且能把複數精靈融合變化成散彈槍、火箭炮等軍火。

## 創作
作者友麻碧於小說連載網站成為小說家吧提到，該作品部分設定、世界觀與作者先前連載的小說相同，但情節發展不同。友麻碧在2023年5月15日商業出道滿10周年和適逢《梅蒂亞轉生物語》出版小說第6卷時，接受KADOKAWA旗下媒體達文西採訪，闡述道《梅蒂亞轉生物語》最初的創作構想前身為舊作，然而在當時僅發行兩卷便被迫腰斬告終，令友麻碧深受打擊，此後友麻碧立定「要將該作品重新寫作出版」的目標，堅持重新編寫該作，將標題改為《梅蒂亞轉生物語》。友麻碧後續回顧舊作被腰斬一事時，將其視為寫作生涯中最痛苦也是改變人生的重要轉折點，但同時是讓自己立定決心不再創作出被中途腰斬的作品的寶貴經驗。
友麻碧在著作《淺草鬼妻日記》的期間，開始執筆進行本作的創作，於《淺草鬼妻日記》小說第七卷後記說明本作可當成《淺草鬼妻日記》主角群在不同次元做些不同的事情的概念。為了和舊作進行區別，其將定義為「舊《梅蒂亞》系列」，著手撰寫的本作則定義為「新《梅蒂亞》系列」。本系列作創作初期，友麻碧著重於徹底重新改寫，而非完全依照的設定續作，不但在創作過程擷取先前作品連載失敗的經驗，使作品更加平易近人，還增添舊版作品沒有的「魔法學校」的要素，將「魔法學校」定位為本系列作中的重大關鍵事物。友麻碧稱本作的故事前提建立於「十位大魔法師在梅蒂亞的世界中反覆轉世」，塑造讀者對作中角色的關注，進行編劇鋪成的時候，藉由小說的前5卷內容以平易近人的敘事方式，讓讀者理解作中角色們，同時逐步介紹世界的秘密和輪迴的秘密，後續在個人「X」平台說明小說第1卷至第5卷被分類為魔法學校篇，主軸是瑪琪雅遭金髮男子謀殺轉生至名為「梅蒂亞」的異世界，追逐初戀對象並立志成為魔法學校的首席生，第6卷至第7卷則被分類為聖地篇兼解謎篇，解開主角的前世謎團和瑪琪雅必須被金髮男子殺害的原因。友麻碧表示自己在創作小說系列的時候通常將故事設定在10冊左右，本作亦依循相同的創作規律，並採用一年出版一冊的出版發行流程。
設計本作世界觀的時候，友麻碧稱自己和編輯特別留意幫助讀者在毫無壓力的狀態記住登場角色和國家的名稱，顧及「名字」在作品裡被定位成重要關鍵，在描繪名稱和命名元素時格外講究，並表明本作雖然和《淺草鬼妻日記》同樣採取透過回憶形式揭示主角群的過去（秘密）的敘事手法，但是本作的定位更像是「異世界奇幻故事」。當友麻碧和編輯討論作中內容時，編輯將本作形容為「有學術氛圍的作品」，友麻碧表示學生時期接觸的外國兒童文學如《說不完的故事》、《魔戒》系列、《納尼亞傳奇》系列、《哈利波特》系列等對本作的魔法和魔法學校的概念營造影響甚大，認為讀者在閱讀過程能經常感受源自這些作品的元素。
角色設計方面，友麻碧在訪談中說明由於多數角色都是舊版作品便存在的狀態，加上先前創作《淺草鬼妻日記》時同樣是將作為藍本，造成《淺草鬼妻日記》和《梅蒂亞轉生物語》出現兩個作品裡的部分角色在外型和性格方面非常相像的情況，本人則將其稱為「內在本質是同一個人」。友麻碧自評最喜歡的角色是外型、性格、穿著教服姿態均有別於一般主教的耶斯嘉。
進行小說第6卷的寫作期間，友麻碧一度中途捨棄原稿重新撰寫該卷內容，在正式完成後始將小說第6卷評為「對作中角色而言，是成年時期的開始；對整部作品而言，是故事真正開始的地方。是該系列中最重要的一本書，對我而言是非常感人且特別的書」。2023年5月15日，友麻碧在訪談中表示自己將《妖怪旅館營業中》、《淺草鬼妻日記》、《鳥居の向こうは、知らない世界でした。》歸類為自身出道「第一季時期」的作品，當時著手創作中的《梅蒂亞轉生物語》、《水無月家の許嫁》則被歸於「第二季時期」的作品。2024年2月，友麻碧在個人「X」平台發佈自己對於從《妖怪旅館營業中》開始至《瑕疵新娘》為止的作品簡要評價，友麻碧將《梅蒂亞轉生物語》評論為「友麻作品的最深處」。

## 出版書籍

### 輕小說
| 卷數 | KADOKAWA | KADOKAWA       | KADOKAWA               | 台灣角川               | 台灣角川       | 台灣角川               |
| 卷數 | 副標題   | 出版日期       | ISBN                   | 副標題                 | 出版日期       | ISBN                   |
| ---- | -------- | -------------- | ---------------------- | ---------------------- | -------------- | ---------------------- |
| 1    |          | 2019年10月15日 | ISBN 978-4-0407-3278-7 | 世上最邪惡的魔女       | 2020年12月10日 | ISBN 978-986-524-145-2 |
| 2    |          | 2020年3月14日  | ISBN 978-4-0407-3281-7 | 世上最無懼的救世主     | 2021年5月25日  | ISBN 978-986-524-434-7 |
| 3    |          | 2020年8月12日  | ISBN 978-4-0407-3658-7 | 門扉彼端的魔法師（上） | 2022年4月18日  | ISBN 978-626-321-378-4 |
| 4    |          | 2020年12月15日 | ISBN 978-4-0407-3843-7 | 門扉彼端的魔法師（中） | 2022年6月16日  | ISBN 978-626-321-551-1 |
| 5    |          | 2021年11月15日 | ISBN 978-4-0407-4277-9 | 門扉彼端的魔法師（下） | 2022年10月11日 | ISBN 978-626-321-886-4 |
| 6    |          | 2023年5月15日  | ISBN 978-4-0407-4805-4 |                        |                |                        |
| 7    |          | 2024年8月9日   | ISBN 978-4-0407-5485-7 |                        |                |                        |

### 漫畫
| 卷數 | 史克威爾艾尼克斯 | 史克威爾艾尼克斯       |
| 卷數 | 發售日期         | ISBN                   |
| ---- | ---------------- | ---------------------- |
| 1    | 2020年8月11日    | ISBN 978-4-7575-6800-6 |
| 2    | 2020年12月15日   | ISBN 978-4-7575-6999-7 |
| 3    | 2021年5月27日    | ISBN 978-4-7575-7276-8 |
| 4    | 2021年11月15日   | ISBN 978-4-7575-7574-5 |
| 5    | 2022年4月27日    | ISBN 978-4-7575-7897-5 |
| 6    | 2022年11月26日   | ISBN 978-4-7575-8278-1 |
| 7    | 2023年8月25日    | ISBN 978-4-7575-8743-4 |
| 8    | 2024年5月27日    | ISBN 978-4-7575-9210-0 |
| 9    | 2025年2月27日    | ISBN 978-4-7575-9700-6 |

## 宣傳
在本系列作將在富士見L文庫展開連載前，作者友麻碧在《妖怪旅館營業中》小說第十卷後記宣布將進行新作連載，將本系列首集標題暫定為《梅蒂亞轉生物語1 這世上最邪惡的魔女》。

## 迴響
| 時間          | 系列發行量 （含漫畫、電子書） | 備註   |
| ------------- | ----------------------------- | ------ |
| 2020年8月     | 10萬本                        | [ 25 ] |
| 2021年5月27日 | 23萬本                        | [ 26 ] |
| 2022年3月     | 30萬本                        | [ 27 ] |
| 2022年5月     | 34萬本                        | [ 28 ] |
| 2024年08月    | 50萬本                        | [ 29 ] |

截至2024年8月，系列發行量超過50萬本。作者友麻碧在2024年9月於個人「X」帳號宣布小說第1卷再版的消息

## 外部連結
- 富士見L文庫特設網站（日語）
- 漫畫連載網站（日語）